# Edwin Rice Godfrey

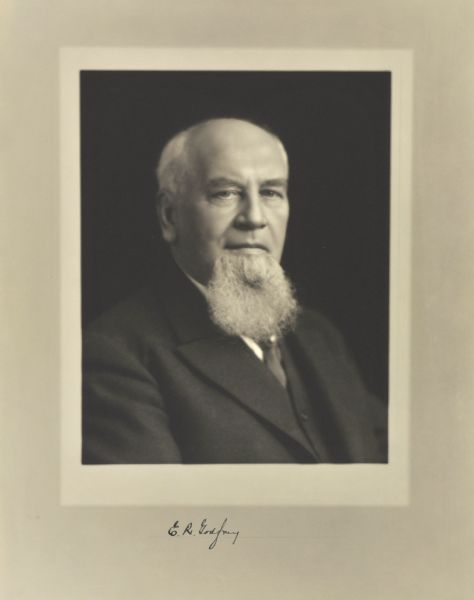
E.R. Godfrey auf einem Foto von Simon Leonard Stein

Edwin Rice Godfrey, Sr., auch als E.R. Godfrey bekannt, (* 30. April 1842 in Bangor, Maine; † 8. Juni 1922 in Wauwatosa, Wisconsin) war ein US-amerikanischer Politiker. Er war Bürgermeister der Stadt Wauwatosa.

## Leben
Im Jahre 1860 kam Godfrey nach Milwaukee, wo zwei seiner Onkel einen Apfelhandel betrieben. Er heiratete 1863. Mit seiner Frau hatte er acht Kinder. Godfrey gründete die Firma E. R. Godfrey & Sons Company, die silberne Gürtelschnallen herstellte sowie Konservendosen und mit Obst handelte und Niederlassungen in mehreren Bundesstaaten hatte sowie ein Warenhaus mit 12.000 Quadratmetern. Er war Mitglied der Industrie- und Handelskammer von Milwaukee.
Seine Frau starb 1909. Er starb in seinem Haus und wurde auf dem Forest Home Cemetery in Milwaukee beerdigt.

## Bürgermeisteramt
E.R. Godfrey war der zweite Bürgermeister von Wauwatosa. Bei der Wahl zum Bürgermeister 1904 trat er als unabhängiger Kandidat an und erhielt eine knappe Mehrheit. Das Amt führte er von 1904 bis 1906. Er löste Emerson Hoyt ab. Die Bürgermeisterwahl 1906 verlor er. Sein Nachfolger in Wauwatosa wurde der Republikaner Charles B. Perry.